# Списак партизанских одреда из Хрватске
Партизански одреди формирани на територији Хрватске били су део Народноослободилачке војске и партизанских одреда Југославије, који су се током Народноослободилачког рата, од јула 1941. до маја 1945. године, борили против окупатора и његових сарадника. Њима је командовао Главни штаб НОВ и ПО Хрватске, а по потреби и Врховни штаб НОВ и ПОЈ.
Први партизански одреди на територији Хрватске почели су се формирати на подручјима насељеним претежно српским становништвом која су била погођена усташким терором (Кордун, Банија, Лика) и подручјима која су окупирали Италијани (Далмација, Хрватско приморје, Горски котар). Први основани партизански одред у Хрватској, али и у Југославији уопште, био је Сисачки партизански одред, сачињен од чланова КПЈ и СКОЈ-а. Интензивније формирање партизанских одреда северно од река Купе и Саве започело је тек након 1943. године. На војно-политичком саветовању у Столицама, одржаном септембра 1941. године, руководство Народноослободилачког покрета је јасно дефинисало организацију партизанских одреда.
У току Народноослободилачког рата на територији Хрватске формирано је преко седамдесет партизанских одреда.
Током ослобођења Хрватске, од краја 1944. до маја 1945. године, партизански одреди су расформирани, а њихово људство је или упућивано у састав других јединица НОВЈ или КНОЈ-а или демобилисано.

## Списак партизанских одреда из Хрватске
| одред                                | датум формирања                | место формирања       | командант                | политички комесар     |
| ------------------------------------ | ------------------------------ | --------------------- | ------------------------ | --------------------- |
| Банијски одред                       | почетком децембра 1941.        | Банија                | Владо Јанић, нх          | Ђуро Кладарин, нх     |
| Билогорски одред                     | 29. јун 1943.                  | планина Билогора      |                          |                       |
| Биоковски одред                      | почетком марта 1943.           | планина Биоково       |                          |                       |
| Бјеловарски одред                    | 25. септембар 1943.            | планина Билогора      | Милош Манојловић         | Габријел Санто        |
| Брачки одред                         | прва половина јануара 1944.    | острво Брач           |                          |                       |
| Брибирски одред                      | август 1941.                   | планина Вишевица      |                          |                       |
| Буковички одред                      | 6. јануар 1942.                | Кистање               |                          |                       |
| Бузетско-поречки одред               | 29. август 1944.               | Бузет                 |                          |                       |
| Врлички одред                        | средином јула 1944.            | Врлика                |                          |                       |
| Далматинско-динарски одред           | крајем децембра 1941.          | планина Динара        |                          |                       |
| Даруварски одред                     | 29. јун 1943.                  | Даруварска котлина    | Пајо Орозовић Брко, нх   |                       |
| Диљски одред                         | 29. јун 1943.                  | Диљ-планина           |                          |                       |
| Динарски одред                       | 30. септембар 1943.            | планина Динара        |                          |                       |
| Жумберачко-покупски одред            | почетком јула 1942.            | планина Жумберак      |                          |                       |
| Загорски одред                       | 5. октобар 1943.               | Самболићи             | Иван Крајачић, нх        | Марко Белинић, нх     |
| Загребачки одред                     | 13. септембар 1943.            | Медведница            | Стево Дошен, нх          | Милан Курен           |
| Задарски одред                       | средином октобра 1943.         | Задар                 |                          |                       |
| Имотски одред                        | друга половина септембра 1943. | околина Имотског      |                          |                       |
| Први истарски одред „Учка“           | 10. септембар 1943.            | планина Учка          |                          |                       |
| Други истарски одред „Пулски"        | крајем септембра 1943.         | Истра                 |                          |                       |
| Јужнодалматински одред               | 23. јун 1942.                  | планина Биоково       |                          |                       |
| Калински одред                       | 22. септембар 1941.            | гора Шамарица         |                          |                       |
| Калнички одред                       | 10. октобар 1942.              | Дарувар               |                          |                       |
| Карловачки одред                     | 17. април 1943.                | рејон Босиљева        |                          |                       |
| Кварнерски одред морнаричке пешадије | 8. новембар 1944.              | острво Ист            |                          |                       |
| Кнински одред                        | 7. јануар 1942.                | планина Динара        | Анте Јонић, нх           |                       |
| Корчулански одред                    | крајем октобра 1943.           | острво Корчула        |                          |                       |
| Кордунашки одред                     | почетком децембра 1941.        | Кордун                |                          |                       |
| Први кордунашки одред                | почетком фебруара 1942.        | Кордун                |                          |                       |
| Други кордунашки одред               | почетком фебруара 1942.        | Кордун                |                          |                       |
| Ластовски одред                      | средином јануара 1944.         | острво Ластово        |                          |                       |
| Први лички одред „Велебит“           | крајем септембра 1941.         | Лика                  | Милан Купрешанин, нх     |                       |
| Други лички одред                    | средином априла 1942.          | Лика                  | Стеван Опсеница, нх      |                       |
| Трећи лички одред                    | средином априла 1942.          | Лика                  |                          |                       |
| Четврти лички одред                  | 7. септембар 1942.             | Лика                  |                          |                       |
| Лички одред                          | крајем октобра 1942.           | Лика                  |                          |                       |
| Макарски одред                       | друга половина септембра 1943. | близина Макарске      |                          |                       |
| Одред „Матија Губец”                 | 4. октобар 1941.               | Трокут (Славонија)    |                          |                       |
| Мљетски одред                        | прва половина јануара 1944.    | острво Мљет           |                          |                       |
| Мосећко-свилајски одред              | почетком октобра 1943.         | планина Мосећ         |                          |                       |
| Мославачки одред                     | почетком октобра 1942.         | Мославачка гора       |                          |                       |
| Мосорски одред                       | 12. март 1942.                 | планина Мосор         |                          |                       |
| Неретвански одред                    | друга половина септембра 1943. | долина Неретве        | Станко Маревић Прпић, нх |                       |
| Папучко-крндијски одред              | 22. октобар 1941.              | околина Ораховице     |                          |                       |
| Пељешачки одред                      | крајем децембра 1941.          | Пељешац               |                          |                       |
| Плашчански одред                     | 8. август 1943.                | Кордун                | Гајо Буњевац             | Раде Јањанин, нх      |
| Одред „Плави Јадран”                 | средином септембра 1943.       | околина Задра         |                          |                       |
| Подравски одред                      | средином јула 1944.            | Подравина             | Саво Миљановић           |                       |
| Подравски одред                      | почетком августа 1944.         | Подравина             |                          |                       |
| Пожешки одред                        | 29. јун 1943.                  | планина Папук         |                          |                       |
| Посавски одред                       | 29. фебруар 1944.              | Дуго Село             | Стјепан Бобинец, нх      |                       |
| Приморско-горански одред             | почетком децембра 1941.        | Горски котар          | Вељко Ковачевић, нх      | Иво Вејвода           |
| Први приморско-горански одред        | 30. мај 1942.                  | рејон Дрежнице        | Виктор Бубањ, нх         |                       |
| Други приморско-горански одред       | 30. мај 1942.                  | Горски котар          | Никола Цар Црни, нх      |                       |
| Промински одред                      | 27. март 1944.                 | Промина               |                          |                       |
| Први морнарички одред                | 23. јануар 1943.               | Подгора, код Макарске | Велимир Шкорпик, нх      |                       |
| Самоборско-јаскански одред           | друга половина септембра 1944. | подручје Самобора     |                          |                       |
| Сегетско-марински одред              | почетком октобра 1943.         | околина Трогира       | Анте Вукман              |                       |
| Севернодалматински одред             | 24. мај 1942.                  | северна Далмација     |                          |                       |
| Севернооточки одред                  | почетком октобра 1943.         | острва Угљан и Пашман |                          |                       |
| Сињски одред                         | 14. август 1941.               | Камешница             |                          |                       |
| Сисачки одред                        | 22. јун 1941.                  | околина Сиска         | Владо Јанић Цапо, нх     | Маријан Цветковић, нх |
| Први славонски одред                 | 20. март 1942.                 | Славонија             | Карло Мразовић, нх       | Мирко Кљајић, нх      |
| Други славонски одред                | 16. август 1942.               | Славонија             | Јован Маринковић, нх     | Стјепан Фунарић, нх   |
| Солински одред                       | 11. август 1941.               | рејон Солина          |                          |                       |
| Сплитски одред                       | 11. август 1941.               | околина Сплита        | Мирко Ковачевић, нх      |                       |
| Средњодалматински одред              | 23. јун 1942.                  | Марковац, код Книна   | Анте Роје, нх            |                       |
| Сушачко-каставски одред              | 22. септембар 1943.            | подручје Сушака       |                          |                       |
| Туропољско-посавски одред            | 21. август 1943.               | Туропоље (Посавина)   |                          |                       |
| Цетински одред                       | средином априла 1943.          | Далмација             |                          |                       |
| Хварски одред                        | почетком новембра 1943.        | острво Хвар           |                          |                       |